# Phalaenopsis hieroglyphica
Espèce
Phalaenopsis hieroglyphica est une espèce de plantes à fleurs de la famille des Orchidaceae (les orchidées) et du genre Phalaenopsis originaire des Philippines.